# Hilti
Hilti Corporation, Hilti Aktiengesellschaft o Hilti AG, conosciuta anche come gruppo Hilti, è un'azienda che sviluppa e produce prodotti per aziende edili, primariamente per utenti professionisti.
L'azienda fu fondata nel 1941 dall'ingegnere Martin Hilti e dal fratello Eugen ed ha sede a Schaan, in Liechtenstein.
L'istituzione di aziende come le Hilti fu progettata e realizzata per dare una solida base produttiva all'economia del principato. L'azienda è comunque decentrata con direzioni autonome nei vari paesi dove opera.
È membro dell'Istituto europeo per le norme di telecomunicazione (ETSI).

## Storia
Fu fondata il 1º dicembre 1941 dai fratelli Martin (1915-1997) ed Eugen Hilti (1911-1964) a Schaan, nel Principato del Liechtenstein, dove è ancora presente la sede principale del gruppo, servita dalla stazione di Forst Hilti sulla ferrovia Feldkirch-Buchs. Hilti OHG fu un fornitore per l'industria bellica tedesca nella produzione di materiali bellici essenziali, come componenti per motori, serbatoio, in parte per materiale bellico come elementi fusibili, proiettili. I materiali di consumo sono stati prodotti principalmente nelle sedi di Maybach a Friedrichshafen e Robert Bosch di Stoccarda, in Germania.
La produzione è iniziata con sei dipendenti, fino alla fine della guerra, la forza lavoro è aumentata dal 91 Con il crollo dell'impero tedesco, la Hilti OHG è quasi "crollata" a causa di crediti significativi e difficoltà finanziarie, arrivò vicina alla bancarotta nel 1950.
Nel 1952, il primo prodotto sviluppato direttamente da Hilti, dispositivo di aggancio Perfix. Nel 1960 il nome Maschinenbau Hilti OHG è stato convertito nella Hilti Corporation.
Nel 1957 nasce il DX 100, attrezzo azionato da propulsore.
All'inizio degli anni '60, l'azienda è presente in 30 Paesi.
Il 20 novembre 1964 Eugen Hilti, uno dei cofondatori dell'azienda, muore all'età di 53 anni.

## L'azienda oggi
Hilti nel 2017 conta oltre 25.000 dipendenti (nel 2010: 20.305) distribuiti in oltre 120 paesi. L'utile netto è stato di 97 milioni di euro nel 2011, (142 milioni di euro nel 2010) e le vendite nette per il 2011 a 4 miliardi CHF.

## Vendite
I prodotti sono venduti attraverso propri consulenti, telefono / fax, on line attraverso il sito web Hilti e attraverso i propri negozi, chiamati Hilti Store. In Germania ha anche un accordo con le catene di vendita al dettaglio Raab Karcher materiali, in cui vi è poco di nome ProShops Centro Hilti. I prodotti sono venduti principalmente a persone con una licenza commerciale. Un servizio speciale è il Fleet Management Hilti, in cui il cliente non deve acquistare le attrezzature, ma può essere affittato per un prezzo fisso mensile (comprese tutte le spese di riparazione e manutenzione).

## Tecnologie
Con la tecnologia di perforazione e demolizione, Hilti ha un vasto pubblico. Hilti ha tuttavia una più vasta gamma di prodotti, che consiste in un totale di 15 divisioni:
- Diretti sistemi di montaggio (dal 1948)
- Perforazione e (dal 1964)
- Ancore (dal 1967)
- Corona diamantata (dal 1982)
- Sistemi di terminazione (dal 1982)
- Ancoranti chimici (dal 1983)
- Vite (dal 1985)
- Chimica Costruire con protezione antincendio vari sistemi schiuma (dal 1986)
- Trapani a batteria (dal 1989)
- Sistemi di montaggio (ampliata 1991)
- Sistemi di misurazione laser (dal 1998)
- Taglio e molatura attrezzature (dal 1998)
- Coltivazione sotterranea e (dal 2003)
- Energia (dal 2003)
- Solare (dal 2008)